# Comportements-barrière
 (juin 2008).
Si vous disposez d'ouvrages ou d'articles de référence ou si vous connaissez des sites web de qualité traitant du thème abordé ici, merci de compléter l'article en donnant les références utiles à sa vérifiabilité et en les liant à la section « Notes et références ».

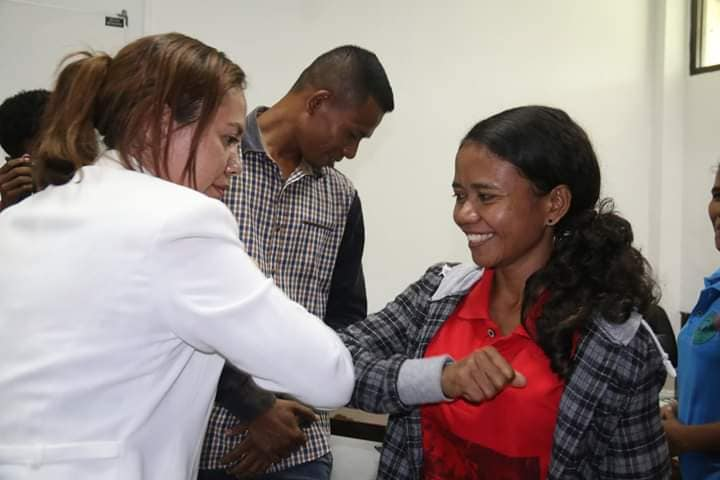
La vice-ministre de la Santé du Timor oriental, Élia António de Araújo dos Reis Amaral (à gauche), montre comment saluer avec les coudes, sans se serrer la main ni faire la bise en période de risque épidémiologique (ici liée au coronavirus SARS-CoV-2) ; c'est l'une des mesures barrière possibles contre un microbe se transmettant notamment par les mains.

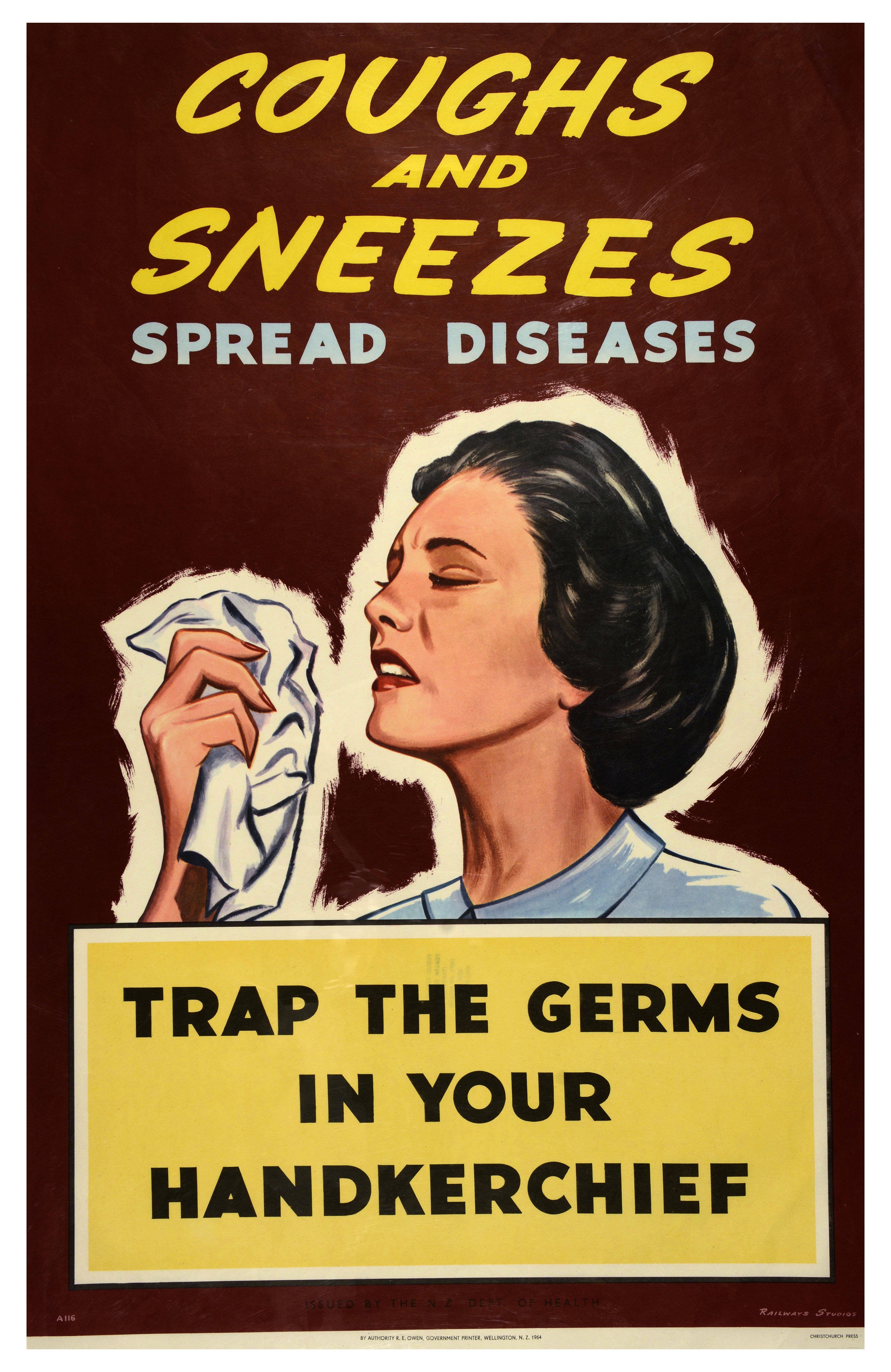
Ancienne affiche de prévention de Nouvelle-Zélande : « La toux et les éternuements propagent les maladies »

Les comportements-barrière sont l'ensemble des gestes et comportements individuels et collectifs susceptibles de ralentir la propagation d'une épidémie. 
La notion de comportements-barrière, dans le domaine de la lutte contre les épidémies, a été vulgarisée à l'occasion de la médiatisation du SRAS, de la Covid-19 et de la grippe aviaire. 
Des mesures-barrière complexes étaient déjà pratiquées dès l'Antiquité et l'ont été à grande échelle contre les vagues successives de peste noire à partir du milieu du XIVe siècle (première vague de 1347 à 1352).

## Conditions d'efficacité
- Les mesures barrière sont utiles si elles s'appliquent là où il faut et quand il faut (sans s'arrêter aux frontières nationales) et doivent donc s'adapter en temps réel aux évolutions du contexte[1].

- Ces mesures doivent aussi pouvoir être : 1) fondées sur des preuves ; 2) rapidement mises en œuvre ; 3) applicables avec constance et presque partout ; 4) simples et adaptables  ; 5) à bon rapport coût-efficacité et bon marché, surtout pour les pays ou régions où la population est vulnérable ou pauvre[1].

- La communication de crise doit être efficace, crédible et sincère. Dans la mesure du possible, elle doit pouvoir être engageante[2]. 
Des études récentes ont prouvé que quelles que soient les mesures barrière, si elles paraissent pour le grand public manquer de cohérence, d'adéquation au problème, de compétence de la part de celui qui les propose, d'équité, d'objectivité, d'empathie ou de sincérité dans la réponse à la crise, alors elles peuvent conduire à la méfiance et à la peur[3]. 
Inversement si elles sont perçues comme ayant ces caractéristiques, et si elles sont communiquées par des canaux fiables et accessibles, alors elles sont facilement comprises, intégrées et relayées[1]. En 2017, l'OMS a recommandé de surveiller les perceptions du public concernant les risques, les comportements de protection et de préparation, la confiance du public, ainsi que les connaissances et la désinformation, afin d'aider les porte-parole des gouvernements, les médias et les agences et organisations de santé à mettre en œuvre des réponses adéquates[1].
Les modèles de gestion et communication de crise laissent aussi penser que comprendre les perceptions du risque est essentiel pour une réponse appropriée[4]. Ces modèles sont encore à affiner, car avant la pandémie de Covid-19, aucune crise sanitaire n'avait dû être gérée à si grande échelle et on en sait encore peu sur les relations complexes entre épidémiologie, perception du risque, attention et soutien médiatiques, mesures et moyens de riposte et comportements-barrière individuels et collectifs[5].

- Le public doit sentir que les services et moyens appropriés seront équitablement disponibles  (ex. : masques ou au moins conseils pour les fabriquer, accès au savon et à l'eau, à la nourriture…), alors les gens peuvent faire des choix éclairés, mieux se protéger et se conformer aux pratiques recommandées[6],[7].

- Un défi sociopsychologique est de parallèlement permettre au plus grand nombre d'éviter les pièges de la désinformation et du « comportement de troupeau » (ex. : thésaurisation de nourriture ou de papier toilette en augmentant la promiscuité dans les magasins précisément en début d'épidémie de Covid-19 quand il ne faudrait pas) ; de même pour le risque de stigmatisation[1].

- Veille épidémiologique ouverte : les conditions listées ci-dessus impliquent que les experts et décideurs aient des informations mises à jour en quasi-temps réel et contextualisées, sur le pathogène, mais aussi par exemple sur la stigmatisation et les risques pour les groupes cibles requérant une attention supplémentaire. 
Lors da la pandémie de Covid-19, quelques pays ont rapidement lancé de telles études mais «  davantage de pays ont été instamment priés de donner la priorité à ces efforts, non en lieu et place, mais en tant que mécanisme de soutien nécessaire pour d'autres mesures de riposte »[1]. L'OMS et ses partenaires ont mis à disposition des outils d'analyse et de synthèse, précieux pour adapter la riposte, ainsi que pour faciliter la résilience post-épidémie. Les retours d'expérience partagés permettent aussi d'améliorer l'efficacité des mesures barrière et d'autres réponses aux crises. 
Ainsi une  étude avec rendu hebdomadaire dite COSMO (pour COVID-19 Snapshot MOnitoring) a été lancée par des chercheurs allemands le 3 mars 2020 pour comprendre les interactions entre perceptions du risque, connaissances et désinformation[8]. Ces données ont aidé les chercheurs et les gestionnaires de crise allemands, mais elles ont aussi été partagées comme modèle pour d'autres pays. Avec la nouvelle unité Insights du Bureau régional de l'OMS-Europe et son Programme des urgences sanitaires, un protocole d'étude adaptable, un exemple de questionnaire et un script d'analyse des données ont été mis à disposition, ainsi que des conseils sur l'adaptation contextuelle et les pratiques d'accès ouvert[1]. Les variables dont les évolutions sont à suivre sont par exemple la morbidité/mortalité, les comportements barrière, les connaissances, les perceptions du risque et la confiance. Ainsi les données sur l'acceptation de nouvelles mesures sont rapidement disponibles; et la désinformation ou la stigmatisation sont plus faciles à combattre, car mieux identifiées à mesure de leurs manifestations. Les synthèses sont accessibles sur un site Web automatisé d'analyse de données. L'OMS fournit du code commenté (logiciel en ligne gratuit R Studio) pour analyser ces données, et un site Web pour une présentation rapide des données. L'OMS aide les pays à collaborer et invite les équipes nationales utilisant cet outil à collaborativement discuter des données acquises et de leurs implications pour les messages et stratégies coordonnées de riposte aux flambées épidémiques. Des scientifiques ont suggéré de rapidement partager ces résultats avec les journalistes pour une information médiatique de haute qualité et responsable.

## Types de barrières
Il y a plusieurs niveaux de barrières contre les maladies infectieuses.
- l'isolement volontaire ou imposé (confinement) ;
- la quarantaine ;
- la distanciation physique ;
- d'autres comportements barrière simples peuvent être mis en place tels que éternuer dans son coude,…). Il convient d'éviter les grands rassemblements en situation d'épidémie, afin de limiter les risques de propagation des germes.

## Définition approfondie
La notion de comportements-barrière regroupe tous les gestes et comportements individuels et/ou collectifs susceptibles de bloquer une épidémie à sa source, en freinant la propagation des microbes contagieux.
Elle s'applique tant à la sphère privée qu'à la sphère publique, à l'individu qu'au groupe et à la société.
On parle aussi de mesures comportementales, mesures sociétales ou de mesures non pharmaceutiques. Ces mesures font partie des mesures organisationnelles.
Le principe vaut pour toutes les maladies infectieuses et est décliné en mesures adaptées aux caractéristiques propres de chaque microbe.
Les gestes qui peuvent protéger contre la contagion diffèrent selon le microbe - mode d'action et de contagion, pathogénicité - qu'il faut donc bien connaître, et qui peuvent évoluer au cours d'une épidémie, soit parce que le virus mute, soit parce qu'il rencontre des populations à l'immunité différente. 
À titre d'exemple :
- dans le cas du VIH, sexuellement transmissible ou contaminant par le sang, le port du préservatif ou des pratiques sexuelles adaptées (safe sex) seront déterminants, de même que le fait de ne pas échanger de seringues.
- dans le cas d'une grippe à tendance pandémique, c'est la contamination aérienne ou indirecte (par les mains ou objets souillés par exemple) qui fixera les mesures-barrière prioritaires. Si le virus affecte le système digestif et est présent dans les selles (ce qui semble être le cas), des mesures d'hygiènes renforcées et une gestion sanitaire adaptée des excréments pourrait être nécessaire.

### Cas d'une grippe pandémique
Avec un virus de type H5N1 ou ayant des caractéristiques proches du virus de la grippe de 1918, traitements antiviraux ou vaccins et risque de pénurie ou d'inefficacité- s'ils ne provoquent pas d'adaptation sélective rapide de souches virales -ne permettront au mieux que de diminuer d’un jour ou deux la durée de la maladie et espère-t-on l’intensité des symptômes et donc le nombre de morts. Les hôpitaux et services de santé seront surchargés.
On ne dispose pas encore de détecteurs permettant de mesurer en temps réel la présence de virus dans l'air. La lutte contre une pandémie grippale passe donc également par des mesures non pharmaceutiques, comportementales et organisationnelles.
Le virus grippal est dangereux lorsqu'il est à la fois très pathogène et hautement contagieux. Lorsqu'il est contagieux, il est réputé facilement transmis par l'air lors des éternuements ou des toux, et par les mains ou des objets souillés (fomites). Dans le cas d'une grippe systémique, c’est-à-dire qui attaque de nombreux organes et systèmes vitaux, chez les malades gravement touchés la contagion pourrait aussi venir des excréments, voire de l'urine.
En cas de pandémie, au niveau d’alerte 6, l’AFSSET considère que « les conditions de température et d’humidité régnant dans l’atmosphère des bâtiments collectifs peuvent être favorables à la survie du virus pendant plusieurs heures » et que « la transmission par les climatisations centralisées ne peut être complètement exclue » mais elle est difficilement évaluable car il dépend de variables complexes (virulence de la souche virale, cheminement et turbulence de l’air dans les pièces et les systèmes de ventilation, etc.). Les filtres biocides, électrostatiques, la désinfection par ionisation, photocatalyse, UV, plasma froid, etc. n'ayant pas pu être testé en situation réelle d'exposition à des virus hautement pathogènes, dans l'attente de plus d'informations, l'AFSSET a  recommandé dans un rapport rendu le 9 juin 2009 les mesures et comportements-barrière classiques, avec par ordre hiérarchisé (décroissant en efficacité) : 
1. avoir une hygiène rigoureuse (respiratoire, avec lavage méticuleux et régulier des mains). Toute personne présentant des signes d’infection respiratoire doit porter un masque chirurgical ;
2. dans les bâtiments collectifs : inviter les personnes potentiellement contaminées à ne pas fréquenter les bâtiments publics et les immeubles de bureau ; éviter de rassembler des gens dans une même pièce en favorisant le télétravail et les réunions téléphoniques, ou préconiser une distance de sécurité entre chacun et son plus proche voisin (d’au moins deux mètres). Si des travaux de maintenance devaient être réalisés sur des conduits de ventilation, l’opérateur devrait porter un masque performant (type FFP2 ou FFP3) et des gants jetables, mais l’AFSSET estime que « l’efficacité d’une décontamination des conduits aérauliques n’a pas été prouvée en cas de découverte de cas de grippe dans un bâtiment » ;
3. aérer plusieurs fois par jour (en ouvrant les fenêtres dix minutes). Si le bâtiment présente une ventilation mécanique simple ou double flux, maintenir la ventilation et fermer les portes durant l'aération.

Si un bâtiment collectif dispose d'une centrale de climatisation (climatisation centralisée), l'AFSSET suggère de maintenir l'apport d'air extérieur et d'arrêter, si possible sans autre inconvénient, le recyclage. Si ce découplage du recyclage est impossible, maintenir le fonctionnement normal de la centrale de traitement de l'air.
Les responsables d'installations de climatisation devraient toujours tenir à jour le schéma des installations et un registre d’entretien, et maintenir l'aération régulière des locaux, et veiller à ce que les entrées d’air et bouches d’aération ne soient pas obstruées et « procéder à des essais de passage en tout air neuf, dans les bâtiments dotés d’une centrale de traitement d’air avec recyclage d’air ».

## Gestes de comportements-barrière

### Éternuement

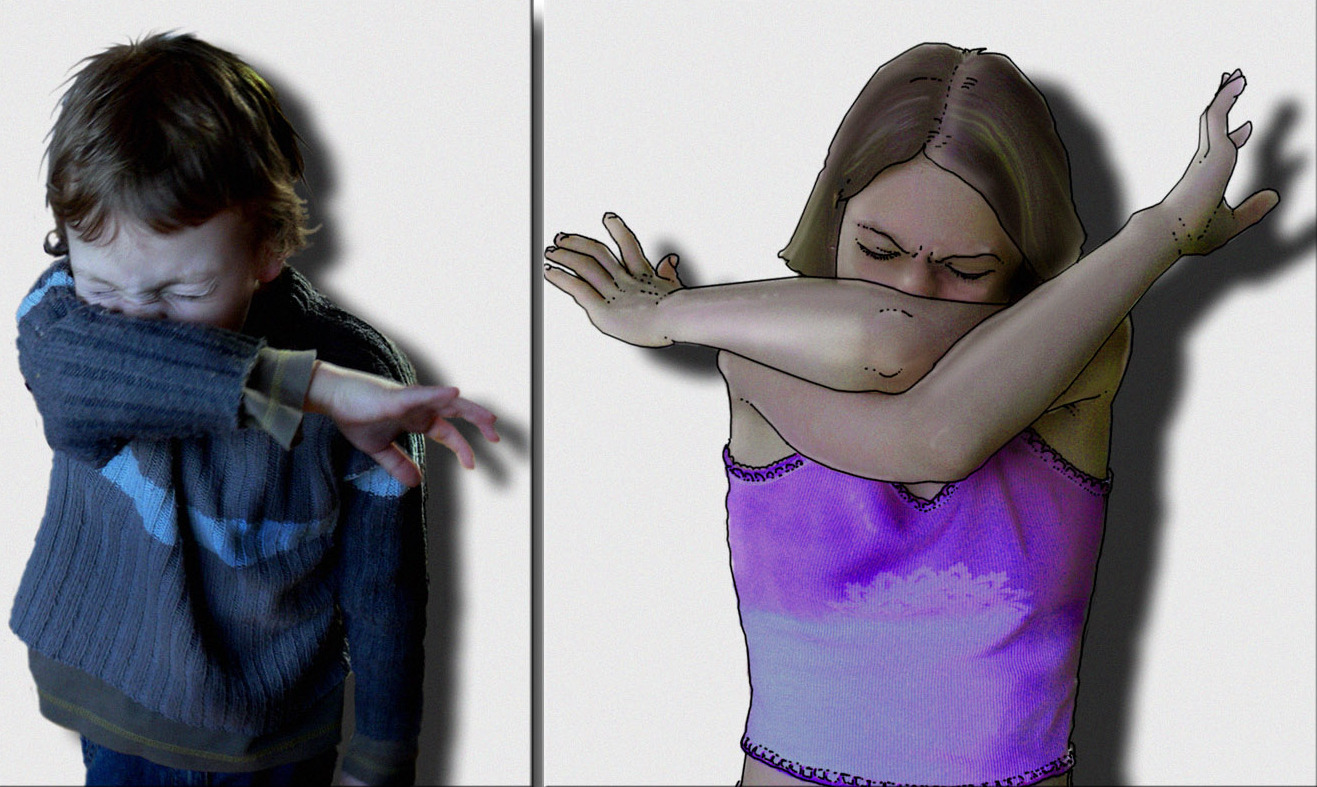
Exemple de comportement-barrière : éternuer dans un ou deux coudes permet de protéger autrui et de ne pas contaminer ses propres mains.

Un conseil longtemps banalisé était de mettre la main devant la bouche quand on éternue ou tousse. Ce geste protège l'entourage immédiat et dans l'instant, mais le virus est alors abondamment présent sur la peau des mains et peut être déposé de nombreux objets qui deviennent alors des fomites. Un malade grippé peut éternuer des dizaines de fois dans la journée et ne pas être en mesure de se laver les mains à chaque toux ou éternuement (sans toucher les poignées de portes ni la robinetterie).
Quand le malade n'a pas de masque, ni de grand mouchoir ou de mouchoir en papier immédiatement disponible, l'objectif d'un comportement-barrière est que la personne éternue en protégeant son entourage, mais sans se contaminer les mains. 
Deux méthodes (gestes et comportement-barrière) permettent de le faire facilement. Il s'agit d'éternuer et/ou tousser dans un coude, le bras plié devant soi ou d'éternuer dans les deux coudes, les deux bras croisés devant soi, les mains sur le côté ou en arrière. La méthode permet aussi de ne pas réinspirer un grand nombre de particules virales comme lorsqu'on porte un masque chirurgical ou sans valves. Elle permet aussi de perdre le réflexe qu'ont certaines personnes de se pincer le nez en éternuant, ce qui est douloureux pour les tympans. 
Ces méthodes peuvent être apprises aux enfants et il est aisé d'en expliquer l'intérêt : limiter le risque de contamination des mains, et par la suite d'objets. Le bon-mauvais réflexe de mettre la main devant la bouche est plus difficile à perdre pour l'adulte.
Éternuer dans ses coudes sans contaminer l'environnement est a priori encore plus efficace avec des vêtements longs que bras nu.

### Crachats
Tousser est un acte réflexe. Cracher au sol, notamment dans les espaces publics, est cependant une pratique moralement ou juridiquement condamnable dans certains lieux, pays et cultures, mais néanmoins courante. Cette pratique est réputée contribuer à la diffusion de microbes tels que ceux de la grippe, de la tuberculose et autres infections respiratoires.
Cracher est parfois nécessaire ; l'expectoration et le crachat sont des moyens naturels pour les poumons de se débarrasser d'impuretés inhalées ou de résidus biologiques nuisant à la fonction pulmonaire (mucosités, cellules mortes, pus, sang…). Avaler ces produits n'est pas souhaitable. 
Après expectoration, le crachat est généralement avalé. Le mucus pulmonaire peut être éventuellement infecté ou pollué. Certains virus peuvent être détruits par l'acidité stomacale ; il n'est cependant pas exclu que les propriétés de surface de l'acide puissent permettre à certains virus de se fondre dans le mucus stomacal où il sera protégé de l'acide gastrique (ce mucus, qui protège la paroi de l'estomac, est riche en acide sialique, qui est la cible du virus dans l'organisme). Le mouvement des parois de l'estomac et du bol alimentaire peuvent permettre aux virus de passer dans l'intestin qu'ils peuvent alors infecter. De nombreux microbes, et certains parasites colonisent de cette façon l'intestin, certains passant facilement la barrière stomacale.
Au XIXe siècle, les lieux publics, dont les saloons aux États-Unis, étaient équipés de crachoirs. Durant la grippe espagnole, alors que la tuberculose était encore très répandue, étaient vendus dans certains pays occidentaux des crachoirs portatifs (par exemple en forme de tortue dont la carapace servait de couvercle) permettant aux gens de cracher en ville ou dans les transports en commun, en préservant un minimum d'hygiène.
Dernièrement, ce sont les mouchoirs en papier qui sont les plus utilisés. Les plans nationaux contre une éventuelle pandémie de grippe encouragent l'utilisation de mouchoirs en papier, à brûler ou jeter dans des poubelles à double sac, à éliminer dans les conditions d'hygiène optimales.

### Comportements affectifs
Ils doivent être modifiés et adaptés pour faire face à la maladie et au risque de contagion. Face à une grippe pandémique, les baisers, les accolades sont à éviter, les soins aux enfants ou aux personnes âgées doivent faire l'objet de précaution supplémentaires tels que le port du masque pour celui effectuant le soin[réf. nécessaire].

### Excréments
Le modèle animal et l'expérience des premiers cas humains montrent qu'à la différence des virus responsables des grippes saisonnières, le H5N1 HP peut attaquer de nombreux organes, et qu'on peut le retrouver, parfois abondant, dans l'intestin et les excréments qui deviennent alors des produits à risque (y compris chez le chat domestique, chez les volailles et autres oiseaux d'ornement ou encagés).
Une gestion attentive des boues d'épuration, des fosses septiques, des réseaux d'égouts ainsi que du nettoyage des toilettes publiques peut être un facteur important pour limiter une épidémie grippale due à un virus hautement pathogène afin de limiter toute transmission par voie orofécale.
À titre d'exemple, certains experts, par exemple au sein de l'AFSSA en France, ont noté en 2005 un fait : les cinq premiers foyers de grippe aviaire de l'année en Russie étaient tous situés le long du transsibérien, et les deux suivants le long d'une voie ferrée qui lui est perpendiculaire. Les excréments étaient rejetés depuis les trains sur les voies puis ingérés par les oiseaux.

## Autres excrétats
Les postillons et autres aérosols constituent des vecteurs de contaminations pour les infections respiratoires (grippe, coronavirus ...). Le maintien d'une certaine distanciation physique ainsi que le port d'un masque permettent de réduire les contaminations par postillons et aérosols.
La pneumopathie engendrée par un virus peut déclencher de violentes expectorations sanglantes (projections jusqu'à un mètre), des vomissements ou diarrhées hémorragiques.
Les fluides émis par les cadavres peuvent poser des problèmes de ce type. Les mouches, les rats et divers nécrophages peuvent être attirés par ces produits et s'y contaminer, et ensuite diffuser le virus. Les chaînes de contagion et de transmissions sont mal connues. Dans le doute, ce type de risques et dangers devraient être soigneusement pris en compte.